# Lentamente (Cara)
Lentamente è un singolo della cantante italiana Cara, pubblicato il 9 luglio 2020 come terzo estratto dal suo primo EP 99.

## Video musicale
Il video, diretto da Giulio Rosati, è stato reso disponibile il 14 luglio 2020 sul canale YouTube dell'artista.

## Tracce
Testi di Anna Cacopardo, Davide Simonetta, Jacopo Matteo Luca D'Amico e Paolo Antonacci, musiche di Davide Simonetta.
1. Lentamente – 2:52